# Едді Толен
То́мас Е́двард «Е́дді» То́лен (англ. Thomas Edward «Eddie» Tolan; 29 вересня 1909 — 30 січня 1967) — американський легкоатлет, спринтер.
Перший темношкірий спортсмен, який виграв дві золоті олімпійські медалі.
У своїй спортивній кар'єрі Едді Толен виграв 300 забігів, програвши лише 7.

## Життєпис
Народився в місті Денвер, штат Колорадо (США).
Під час навчання у Вищій технічній школі «Cass Tech» в Детройті, штат Мічиган, Едді Толен був чемпіоном міста і штату на дистанціях 100 та 200 ярдів. У Мічиганському університеті він привернув до себе увагу громадськості в 1929 році, коли встановив світовий рекорд на дистанції 100 ярдів (9,5 секунди) і повторив світовий рекорд на дистанції 100 метрів (10,4 секунди).
У 1929—1931 роках Едді Толен перемагав на змаганнях Національної асоціації студентського спорту (NCAA) на дистанціях 200 і 220 ярдів, а також на змаганнях Аматорського спортивного союзу (AAU) на дистанціях 100 і 220 ярдів.
За результатами передолімпійського відбіркового турніру він посів друге місце, поступившись Ральфу Меткалфу. Проте на самих літніх Олімпійських іграх 1932 року, які проходили в Лос-Анджелесі, перенміг на дистанції 200 метрів, встановивши олімпійський рекорд (21.2) і на дистанції 100 метрів, встановивши світовий рекорд (10.3).
Після Олімпійських ігор полишив спортивну кар'єру. Нетривалий час виступав у водевілях разом з Білом Робінсоном. Згодом викладав у школі.
Помер від серцевого нападу.